# دویدن با قیچی
دویدن با قیچی (به انگلیسی: Running with Scissors) یک فیلم محصول سال ۲۰۰۶ آمریکا، بر اساس شرح حالی نوشته آگوستن بروگز به همین نام است.

## جوایز
- نامزد جایزهٔ سینمایی انتخاب منتقدان برای بهترین بازیگر جوان - جایزه انجمن منتقدان پخش‌کننده فیلم
- نامزد جایزهٔ رسانه‌ای گلد برای بهترین فیلم - اکران گسترده - جایزه رسانه‌ای گلد
- نامزد جایزه گلدن گلوب بهترین بازیگر زن فیلم موزیکال یا کمدی - جایزه گلدن گلوب
- برنده جایزهٔ ستلایت برای بهترین بازیگر مرد - فیلم درام - جایزه ستلایت
- نامزد جایزهٔ ستلایت برای بهترین بازیگر زن فیلم موزیکال یا کمدی - جایزه ستلایت
- نامزد جایزه انجمن منتقدان فیلم دروازه سنت لوئیس برای بهترین بازیگر نقش مکمل زن
- برنده جایزه انجمن منتقدان فیلم دروازه سنت لوئیس برای بهترین فیلم نادیده گرفته شده
- رتبه دوم جایزه انجمن منتقدان فیلم بوستون برای بهترین بازیگر نقش مکمل - انجمن منتقدان فیلم بوستون